# Alardah Alnajdiyah
En Arabie saoudite, l'Alardah Alnajdiyah désigne une cérémonie qui mêle poésie chantée, danse et percussions. Elle marque le début ou la fin d'occasions importantes. En décembre 2015, l'Alardah Alnajdiyah intègre la liste représentative du patrimoine culturel immatériel par décision de l'UNESCO.

## Description
L'Alardah Alnajdiyah est pratiqué en Arabie saoudite. Cette représentation compte des percussions, de la poésie chantée et de la danse. Elle se déroule au début ou à la fin de diverses occasions : évènements familiaux (mariage et naissance), religieux, personnels (cérémonie de remise des diplômes), ou locaux et nationaux. L'Alardah Alnajdiyah s'exécute vêtu de costume et portant une épée légère. Les hommes qui y prennent part forment deux rangées en laissant un espace au centre. Un interprète en costume traditionnel porte un drapeau, autour duquel tout le monde se réunit à la fin de la cérémonie. Un poète dit des vers, qui ont un rapport avec l'évènement célébré. La poésie est répétée en chant plusieurs fois, comme un refrain, par les autres participants. Les joueurs de tambours et danseurs frappent des coups successifs : d'abord les larges tambours, puis les plus petits. L'assemblée, pendant les récitations, chants et coups de tambours, marquent le rythme par des mouvements de corps (d'avant vers l'arrière) et d'épée (du haut vers le bas). 
Les participants ont tous les âges, métiers et classes sociales. Il ne s'agit que d'hommes : le rôle des femmes, absentes, se limite à la confection de costumes. 

## Intégration du patrimoine culturel immatériel
Jusqu'au 4 décembre 2015, un comité de l'UNESCO se réunit à Windhoek, en Namibie, et inscrit l'Alardah Alnajdiyah sur la liste représentative du patrimoine culturel immatériel de l'humanité, parmi vingt-trois éléments. D'après l'UNESCO, respect et cohésion de groupe sont véhiculés par cette pratique, qualifiée de « composante fondamentale des expressions culturelles des communautés qui le pratiquent ». Plusieurs acteurs (communautés, citoyens, écoles) la diffusent, et les participants peuvent appartenir à tous les milieux et avoir tous les âges. Dans le bulletin officiel de la décision de l'UNESCO, il est indiqué que l'Alardah Alnajdiyah respecte les critères suivants : plusieurs organisations et personnes le transmettent, et des hommes de tous les milieux participent. Cet élément peut ensuite sensibiliser à l'importance du patrimoine, au respect de la diversité culturelle, et se propage de manière non-commerciale. Le gouvernement et les ONG cherchent à préserver cette pratique culturelle et réalisèrent un dossier précis. Enfin, le consentement des participants et l'inscription, en 2012, de l'Alardah Alnajdiyah dans l'Inventaire du patrimoine culturel immatériel, tenu par le ministère de la Culture et de l'Information, constituent les autres critères.